# Municipio de El Paso (Illinois)
El municipio de El Paso (en inglés: El Paso Township) es un municipio ubicado en el condado de Woodford en el estado estadounidense de Illinois. En el año 2010 tenía una población de 3459 habitantes y una densidad poblacional de 55,12 personas por km².

## Geografía
El municipio de El Paso se encuentra ubicado en las coordenadas 40°42′7″N 89°1′24″O / 40.70194, -89.02333. Según la Oficina del Censo de los Estados Unidos, el municipio tiene una superficie total de 62.75 km², de la cual 62.72 km² corresponden a tierra firme y (0.05%) 0.03 km² es agua.

## Demografía
Según el censo de 2010, había 3460 personas residiendo en el municipio de El Paso. La densidad de población era de 55,12 hab./km². De los 3459 habitantes, el municipio de El Paso estaba compuesto por el 97.31% blancos, el 0.52% eran afroamericanos, el 0.26% eran amerindios, el 0.58% eran asiáticos, el 0.03% eran isleños del Pacífico, el 0.29% eran de otras razas y el 1.01% pertenecían a dos o más razas. Del total de la población el 1.19% eran hispanos o Peruanos/Latinos de cualquier raza.